# My Love Is Pink
Pour les articles homonymes, voir My Love.
Singles de Sugababes
Change
(2007) Denial
(2008)
Pistes de Change
Denial Change
My Love Is Pink est une chanson produite par Xenomania pour le cinquième album studio Change, du girl group anglais Sugababes. Ce titre n'a fait l'objet que d'une sortie numérique au Royaume-Uni sur les sites de téléchargement légal, le 10 décembre 2007. Il fut également distribué pour être joué par les DJs.

## Format et liste des pistes
| #                                       | Titre                        | Durée |
| --------------------------------------- | ---------------------------- | ----- |
| Single Digital Promotionnel Britannique |                              |       |
| 1.                                      | My Love Is Pink [Radio Edit] |       |

### Différentes versions
1. Radio Edit
2. Album Version
3. Stonebridge Club Mix
4. Club Promo Version